# Mousse T.
Mustafa Gündoğdu, mieux connu sous le nom de scène Mousse T., né le 2 octobre 1966 à Hagen, est un disc jockey, auteur-compositeur et producteur de musique turco-allemand
Il est notamment connu pour sa collaboration avec Tom Jones pour le titre Sex Bomb (2000) et le single Horny '98 (1998).